# 禄米仓
禄米仓，位于北京市东城区禄米仓胡同71、73号，是明朝、清朝储存京官俸米的粮仓，为北京市文物保护单位。

## 历史
禄米仓始建于明朝嘉靖四十年（1561年）。仓内原有明朝历任仓场监督题名碑，其中称海瑞曾任仓场监督。清朝初年，禄米仓有30廒，康熙二十二年（1683年）增加到57廒。清朝末年，漕运衰退，漕粮减少，仓储廒座陆续撤销，到光绪末年，禄米仓已减至43廒。1900年庚子事变，八国联军侵入北京，将北京城内所有粮仓存粮拍卖，粮仓全部改为他用。中华民国初期，禄米仓被改为陆军被服厂。如今院内仅存仓廒5座。
禄米仓所在的禄米仓胡同因禄米仓而得名，胡同内有智化寺。

## 建筑
禄米仓现存廒房中，西部3座是一座一廒，东部1座是一座二廒。如今禄米仓院内地面高于仓内地面约1米，每廒座面阔五间（23米），进深三间（约17米），高约7米。仓廒现状屋顶为合瓦鞍子脊，因已多次改建及修缮，已难以判断该做法是否是原状。屋顶没有原开气楼，屋顶椽子不出檐，而是采用封护檐做法，屋檐下施有菱角檐。仓廒和围墙都是用城砖砌成，墙面经多次修缮，排砖顺丁方式混乱，墙身是糙淌白砌筑做法。现状建筑未在中间开门，从痕迹判断每座建筑原来都是在明间开门，次间及梢间开小方窗。内部是七架椽屋，前后二架梁，中间三架梁，八根金柱。除了梁架做法外，其余部分同明朝何士晋撰写《工部厂库须知》的记载差距很大。